# 회색짧은꼬리박쥐
회색짧은꼬리박쥐(Carollia subrufa)는 주걱박쥐과(신세계잎코박쥐류)에 속하는 박쥐의 일종이다. 멕시코와 중앙아메리카에서 발견된다.

## 특징
회색짧은꼬리박쥐는 비교적 작은 박쥐로 몸길이는 6.4~7.3cm, 몸무게는 12~19g 정도이다. 성적 이형성을 갖고 있어서, 암컷은 수컷보다 눈에 뜨이게 크다. 상체는 회색과 회색-갈색을 띠고, 하체는 연한 회색 그리고 날개과 꼬리 비막은 회색-갈색을 띤다. 귀는 삼각형이고, 주둥이는 짧으며, 잎코(비엽)은 뾰족한 삼각형 형태이다. 통용명처럼, 꼬리가 짧고 꼬리 비막 가장자리까지 연장되지 않는다.

## 분포 및 서식지
멕시코 타바스코주 남부부터 중앙아메리카 태평양 해안선을 따라서 과테말라와 엘살바도르, 온두라스 그리고 니카라과를 거쳐 코스타리카 북부 지역의 해발 고도 최대 1200m 높이까지의 건조한 열대 숲에서 서식한다. 불확실한 보고지만, 할리스코주와 같은 북쪽과 파나마와 같은 남쪽 지역에서도 발견된다. 알려진 아종은 없고, 최근까지 밤색짧은꼬리박쥐의 아종으로 간주되어 왔다.

## 생태 및 습성
회색짧은꼬리박쥐는 잡식성 박쥐로 곤충과 과일, 꽃꿀 등을 먹는다. 브로시뭄 알리카스트룸(Brosimum alicastrum)과 케크로피아 펠타타(Cecropia peltata), 무화과나무, 자메이카체리 그리고 후추 등을 포함한 과일을 좋아한다. 군집 생활을 하며, 동굴과 나무 구멍 또는 기타 은신처 속에서 모여서 생활을 하며, 팔라스긴혀박쥐와 긴다리박쥐와 같은 다른 박쥐와 장소를 공유하기도 한다. 일년 내내 번식을 한다.